# 南壽
南壽（1487年—？），字仁夫，直隸保定府滿城縣人，民籍，明朝政治人物。

## 生平
正德二年（1507年）丁卯科順天鄉試第六十八名舉人，十二年（1517年）中式丁丑科會試第一百四十二名，二甲第三十四名進士。刑部觀政，授刑部主事，升郎中，嘉靖七年（1528年）出為徽州府知府。

## 家族
曾祖南秉彝，贈工部主事；祖父南秀，縣主簿；父南淮，知縣。母張氏。具慶下。兄南剛（監生）、南強，弟南智。